# 塞尔尼松
塞尔尼松（法語：Cernusson，法語發音：[sɛʁnysɔ̃] ⓘ）是法国曼恩-卢瓦尔省的一个市镇，属于索米尔区。 

## 地理
塞尔尼松（47°10'32"N, 0°29'7"W）面积8.45 平方千米，位于法国卢瓦尔河地区大区曼恩-卢瓦尔省，该省份为法国西部内陆省份，大致对应安茹地区，北起顺时针与马耶讷省、萨尔特省、安德尔-卢瓦尔省、维埃纳省、德塞夫勒省、旺代省、大西洋卢瓦尔省和伊勒-维莱讷省接壤。
与塞尔尼松接壤的市镇（或旧市镇、城区）包括：蒙蒂耶、利斯-上莱永。

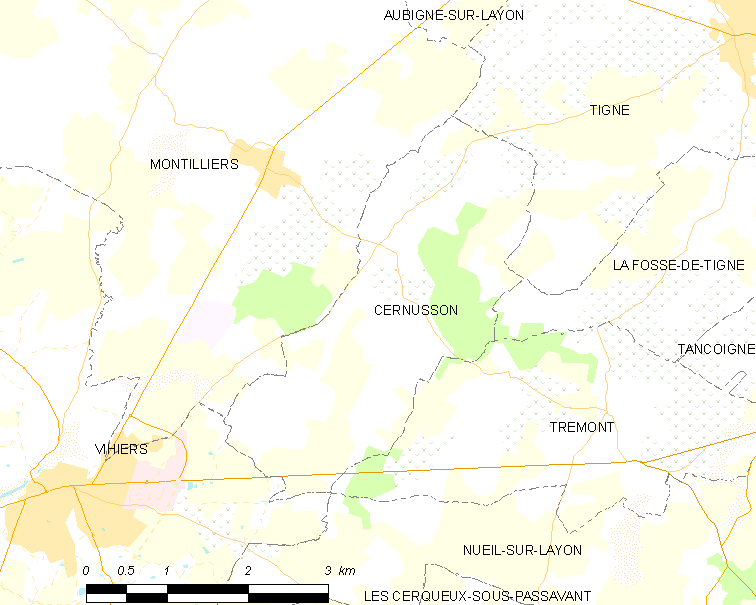
塞尔尼松的OSM定位图

塞尔尼松的时区为UTC+01:00、UTC+02:00（夏令时）。

## 行政
塞尔尼松的邮政编码为49310，INSEE市镇编码为49057。

## 政治
塞尔尼松所属的省级选区为绍莱第二县。

## 人口

1962-2008年间塞尔尼松人口变化图示

塞尔尼松于2022年1月1日时的人口数量为329人。